# بنیانگذار سازمانی
بنیانگذار سازمانی (انگلیسی: Organizational founder)، فردی است که تمام یا بخشی از کار مورد نیاز برای ایجاد یک سازمان جدید را انجام داده‌است، چه اینکه این یک کسب و کار، سازمان خیریه، سازمان دولتی، مدرسه، گروه سرگرم‌کننده یا نوع دیگری از سازمان باشد. اگر چندین بنیانگذار وجود داشته باشد، به هرکدام می‌توان به عنوان یک بنیانگذار آن اشاره کرد. اگر سازمان یک کسب و کار است، بنیانگذار معمولاً یک کارآفرین است. اگر یک سازمان برای انجام کار خیریه ایجاد می‌شود، بنیانگذار به‌طور کلی یک بشردوست است.